# 1 Północny Pułk Dragonów
1 Północny Pułk Dragonów (ros. 1-й Северный драгунский дивизион) – oddział wojskowy Białych podczas wojny domowej w Rosji
Pod koniec sierpnia 1918 r. w zajętym przez interwencyjne wojska alianckie Archangielsku Biali sformowali 1 Archangielogorodski Półszwadron Dragonów, przekształcony wkrótce w 1 Północny Szwadron Dragonów. W 1919 r. na jego bazie powstał 1 Północny Pułk Dragonów, skupiający prawie całą kawalerię Armii Północnej. Składał się z 1 Archangielogorodskiego Szwadronu Dragonów, 1 Północnego Szwadronu Dragonów i 2 Północnego Szwadronu Dragonów. Na czele oddziału stanął sztabsrtm. Borys N. Boznakow. Wszedł w skład Wojsk Rejonu Dźwińskiego. Od jesieni 1919 r. pułk działał nad rzeką Szipilichą nad Północną Dźwiną. W poł. lutego 1920 r. skapitulował przed bolszewikami.